# Geranium kauaiense
Geranium kauaiense là một loài thực vật có hoa trong họ Mỏ hạc. Loài này được (Rock) H.St.John mô tả khoa học đầu tiên năm 1984.